# さくまひでき
さくま ひでき（1971年11月20日 - ）は、日本のシンガーソングライター、ラジオパーソナリティ、絵本作家。
埼玉県北足立郡吹上町（現：鴻巣市）生まれ。鴻巣市立下忍小学校・鴻巣市立吹上北中学校卒業。埼玉工業大学深谷高等学校（現：正智深谷高等学校）中退。血液型はA型。キャッチフレーズは「甘いVoiceとどこか懐かしいMelody」。

## 人物
- 15年の下積みを経て、2006年『ただ見つめてただけの初恋』（FM Nack5の1月度グランプリ受賞曲）でソロ・デビュー。
- 市のイメージソングやイベントの歌、企業CMソングなど、数々のイメージソングを手がける。
- これまでに全国47都道府県を全て回るキャンペーンも数回行っている。
- テレビ東京アニメ『セラフィムコール』のエンディング曲製作。全12話すべてエンディング曲が異なる中、3曲を担当。「50%のバランス」（第6話）、「Endless tomorrow」（第9話） 、「アルバム」（第10話）。
- 2004年公開の大林宣彦監督映画『理由』に、ストリートミュージシャン役で出演。
- 東日本大震災の被災者へ向けた応援メッセージソング『命〜2011からのメッセージ』も多くの人の涙をさそう。
- 現在は、FM NACK5で『さくまひできのサンデー音楽工房』等、ラジオパーソナリティとしても活動。
- 埼玉県加須市の観光大使、埼玉県鴻巣市の観光大使、埼玉県東松山市の應援團員も務めている。
- 2020年4月、シングル『さよなら ゆうれい君』の絵本化で、絵本作家デビューを果たす。

## 略歴
- 1971年、飲食店経営の夫婦のもとに次男として誕生する。実家はフライの店を営んでおり、現地では人気店の一つである。幼少の時から、音楽好きの父親の影響のもと、音楽とふれあい育つ。小学6年の時に、父のギターで作詞作曲を始める。
- 中学校在学中、ギター好きであった担任のもと、さらに音楽への興味を深める。ギター演奏のほかに作詞作曲を始め、学校内でバンドを組んで文化祭などで披露することもあった。最初に組んだバンド名は「トップサイダー」。最初に作詞作曲した曲は『街角ラブソング』。この歌は、当時人気がありさくま自身もファンであったさだまさし（当時はグレープとして活動）の代表作である『精霊流し』と同じコード進行で作曲したと自身のラジオ番組で語っている。
- 高校中退後にバンド「GYPSY」を結成。作詞作曲、各種オーディションへ参加する。
- 1997年、自主制作CDである『愛を感じたい』を製作、北は稚内から南は石垣島までの、全国628カ所、ゆうせん放送キャンペーンは前代未聞の快挙として達成。
- 1999年10月 - 12月に放映されたテレビアニメ『セラフィムコール』のエンディング曲を3曲担当。『50%のバランス』（歌：西村ちなみ）、『Endless tomorrow』（歌：浅川悠）、『アルバム』（歌：川澄綾子）。作詞作曲編曲だけでなく演奏もしている。全12話それぞれエンディング曲が異なり、各話のヒロイン声優が歌った。
- 1999年、4人組のユニット「ストロー」を結成。2004年4月21日、フォーライフミュージックエンタテイメントより『さよならも言えなくて』でメジャーデビュー。ストリートおよびライブハウスでの活動を精力的に行うが、メンバーの脱退、病気による休養などがあり、グループとしての活動は休止となる。
- その後、ソロ活動を本格的に始める。映画『理由』（大林宣彦監督）に出演、また、ふるさと埼玉90市町村ライブキャンペーンで話題となる。
- 2006年1月25日、淡い初恋をテーマにしたノスタルジックな曲『ただ見つめてただけの初恋』でソロ・メジャーデビュー。FM NACK5の番組でグランプリを獲得。再び「ふるさと埼玉71市町村ライブキャンペーン」を行う。その後東京都全23区ライブキャンペーンを行う。
- 2006年11月14日に行われた「若者の交通安全チャリティーライブ」のために作曲した『いま守りたいもの』は、その後FM Nack5 飲酒運転撲滅キャンペーンソングとしてオンエアされた。この曲を主題歌とした学校教育映画では映画音楽も担当している。その関係から、地元を中心に、学校での凱旋ライブや講演会等にも声がかかる。
- 2008年、日本最大のウォーキングイベント「日本スリーデーマーチ」（埼玉県東松山市）のイメージソングとして作られた楽曲『Walk my Life』が、正式に応援ソングとして公認される。
- 2009年4月3日、亡くなった父へ贈るバラード『隣の芝生は青く見えなかった』をリリースし、2010年にかけての約1年を費やして「家族愛よ全国に届け全国47都道府県キャンペーン」と銘打ち、各都道府県のショッピングモールなどを回りライブ活動を行う。2010年4月、全国47都道府県キャンペーンを地元埼玉の大ホールで達成。その模様を同年7月、初のライブ盤アルバム『LIVE 2010』に収めた。
- 2010年10月8日、ソロとしては初のフルアルバム『オレンジ』をリリース。自らオレンジのウィッグを被り、オレンジのギター、オレンジのCPを弾き、「ブルーな気持ちをオレンジに」と題して、2度目の全国47都道府県キャンペーンを行う。
- 2011年3月11日に起きた東日本大震災を受けて、被災者へ向けて書き下ろした応援メッセージソング『命〜2011からのメッセージ〜』をチャリティCDとして発売し、売上を被災者への義援金として募金している。
- 2011年6月8日、日本クラウンより『どこで暮らしていても』をリリース。母への想いを書いた作詞は音楽評論家の富澤一誠による。作曲は岸田敏志、編曲は石川鷹彦。発売日にはNHKラジオ第1放送『きらめき歌謡ライブ』に初出演。信州須坂市で恒例の「フォーエバーヤング〜歌とトーク満載のフォークコンサート」のテーマソングでもあり、2011年以降毎年出演。
- 2013年9月16日、コンサート当日に『木蘭の涙』をカバーリリース。
- 2014年9月13日、コンサート当日にラブバラード『君に』をリリース。のちに、有線放送問い合わせチャート7位にランクイン。
- 2015年9月21日、FM NACK5の番組『GOGOMONZ』から生まれた、埼玉のご当地ソング決定版『人生たまたま・・・さいたまで』をリリース。謎の演歌歌手ゆうかりしずるとのデュエット曲で、2016年夏にはJALの機内オーディオにも入り、話題を呼んでいる。
- 2016年5月3日、約5年半ぶりとなるセカンドアルバム『ますかっと』をリリース。「ますかっとのような、あまずっぱい気持ち、全国へ届け」と題して、全国47都道府県キャンペーンを開催。
- 2017年3月、茨城のご当地ソング『いばらキラキラ・・・茨城』をリリース。（さくまひできとゆうかりしずる）
- 2017年4月、幻の演歌歌手「吹上"モンブラン"HIDEKI」をプロデュース、『人生八分咲き／みれん追分・・・鴻巣』でデビューさせる。（プロデューサーであるさくまとは同時にステージには立てないという謎の関係だが、さくまのライブにしばしば登場する）
- 2017年4月、至上最大のラブバラード『I Love You 愛してる』リリース。
- 2017年8月、現役高校生演歌歌手mizukiをプロデュース。デビューシングル『最終列車／霧島連峰』を書き下ろす。
- 2018年4月、特攻隊をテーマにした舞台『永遠の一秒』に出演。自身にとっての初の舞台となる。この舞台をイメージして書き下ろした楽曲『友情と愛情』が公認イメージソングとして舞台監督に認められる。
- 2018年4月、自身初のベストアルバム『さくまひでき BEST collection』リリース。
- 2018年7月、群馬のご当地ソング『群ままごころ・・・ばつぐん馬』リリース。（さくまひできとゆうかりしずる）
- 2019年8月、栃木のご当地ソング『ほんき　すてき　栃木』リリース。（さくまひできとゆうかりしずる）
- 2019年9月、クレアこうのす大ホールでのコンサート10周年にして、3階席まで満員の中、盛大に開催。
- 2019 - 2020年、FM NACK5での年末カウントダウン特番『NACK5 COUNTDOWN LIVE SPECIAL SAITAMA JUDGE 2019-2020』で、大晦日の夜8時から年明け1時までパーソナリティを担当。
- 2020年1月、シングル『さよなら ゆうれい君』、アルバム『トンカチ』同時リリース。
- 2020年2月、ずうとるびの復活コンサート、楽曲アレンジを担当。
- 2020年4月、自身のYouTubeチャンネルにて「さくまひできのサクッと生LIVE」の配信をスタート。オトガイ神経の痺れや痛みに耐えながら配信を続ける。
- 2020年4月、『さよなら ゆうれい君』の楽曲を元にした絵本『さよなら ゆうれい君』が発売となり、絵本作家デビューを果たす。
- 2020年4月、親知らず抜歯時に、三叉神経（オトガイ神経）を傷つけ、右顎と唇に神経障害の痺れや痛みの症状が起こる。体調を整えるために長年通い続けた鍼灸院の鍼治療により、神経障害が少しずつ回復へ向かう。
- 2021年1月、テレビ東京系全国ネット「出没！アド街っく天国」の「ハッピーな埼玉９０分スペシャル」にて１４位「さくまひでき」ランクイン。
- 2021年3月、鴻巣市合併15周年記念ソング「花と緑のまち KONOSU」を制作。
- 2021年5月、高麗神社記念祭で、開演ミュージカル「つむぐこまひと」に大海人皇子＆吟遊詩人役出演。
- 2021年8月、舞台「イッツショータイム!!」（東京２日間、大阪２日間）にて、同タイトル楽曲がエンディングテーマとして起用。
- 2021年8月、アルバム「笑って生きよう」リリース。
- 2021年10月、FM NACK5「GOGOMONZ」から生まれた、エスカレーターに宿る５人の妖精「エスカネーチャンズ」のリーダー「サク・マドンナ」を担当。楽曲「エスカレーター乗ったらNON!NON!WALK」の作曲編曲も手掛ける。
- 2022年4月、宮崎出身演歌歌手「mizuki」を所属アーティストとして本格的にプロデュース開始。全曲作詞作曲編曲。
- 2022年4月、一般の方向け、自分の歌というものを生涯の財産として所有してほしいという想いから始めた前代未聞の企画「あなたの歌」を１年間限定で募集開始　一月に２組の楽曲を一年間制作しつづける（期間終了）
- 2022年9月、クレアこうのす大ホール「さくまひできコンサート2022」にて、フォークギター弾き語り＋弦カルテットの前代未聞のサウンド科学変化を起こした「フォークシンフォニー」を初披露。料金は、観覧後にお客様が金額を決めて支払うという画期的なシステムを初導入「芸術は定価を決めるものではない」と熱弁。
- 2023年1月、新しくなったさいたま市民会館おおみや　レイボックホールにて全曲エレキギターを弾くコンサートを開催。
- 2023年2月、自身の楽曲「Goodちょっとパラダイス」を、ずうとるびに楽曲提供。
- 2023年3月、鴻巣天空の里にて　新曲「コウノトリ希望の翼～Wings of hope～」を発売。
- 2024年4月、FM NACK5「GOGOMONZ」から生まれた、埼玉のいちごを応援する５人組「なっく・ストロベリ～FIVE」のリーダー「ズラ・ストロベリー」を担当。11月に初披露となった楽曲「さいたまイチゴ推しっす！優勝～ストロベリー」の作曲編曲も手掛ける。
- 2024年5月、企画で熊谷から長瀞までのSLの中で車内を歩き回り歌う。
- 2024年6月、ウエスタ川越大ホールにて「はなわ＆さくまひできジョイントコンサート」。
- 2024年7月、前年末より発症していた声帯ポリープの摘出手術を受ける。
- 2024年9月、シングル「サイコロ」リリース。

現在ではFM NACK5をはじめ、地元・鴻巣市のコミュニティFMである鴻巣フラワーラジオFMにもレギュラー番組を持ち、その他FMラジオ番組へ出演、関東をはじめ、全国でライブを展開し、音楽イベントへの出演など精力的に活動を行っている。このほか、中学校などでの講演会の講師も務めたり、学校のイメージソングも手掛けている。埼玉県深谷市、鴻巣市、熊谷市などで一日警察署長も務めている。

## ラジオ番組
- さくまひできのサンデー音楽工房（FM NACK5、2013年10月5日 - ）日曜 9:40から放送。以前は土曜日に放送。愛称も「さくサタ」から「さくサン」となった。
- フラワーラジオ post meridian～ さくまひできのクマクマパラダイス（鴻巣フラワーラジオ、2020年7月- ）　水曜 17:00 - 19:00の2時間生放送。期間限定で復活したクマパラが新番組として続く事に。
- さくまひできの歌ラジ（鴻巣フラワーラジオ、2017年7月 - ）日曜 21:00から放送。

## 終了した番組
- さくまひできのサクッと音楽（FM OSAKA、2014年4月1日 - 2021年6月）
- トワイライトアベニュー767〜さくまひできのクマクマパラダイス （鴻巣フラワーラジオFM、2005年1月 - 2017年6月）※2020年4月に期間限定で復活。
- 有馬孝榮のあなたとごいっしょラジオホール-「さくまひできの生歌でアンサー」（全国8局ネット、2007年2月 - 12月）
- The Nutty Radio Show 鬼玉-「さくま式トリップ」（FM NACK5、2007年4月 - 6月）
- さくまひできのせつない夜は耳を澄まして…（FM宮崎、Kiss-FM KOBE、FM愛知、2007年4月 - 2008年3月）
- The Nutty Radio Show おに魂 -「続・さくま式トリップ」（FM NACK5、2011年7月 - 12月）
- さくまひできの歌っちゃいます! （朝霞すまいるFM、2008年4月 - ）

## YouTube配信
- 「さくまひできのサクッと生LIVE」2020年4月より配信中。（基本的に生配信。開始当初は、火曜20時頃、木曜15時頃、土曜20時頃、日曜15時頃の週4だったが、現在は月によって決まった曜日で約週1配信。）
- 毎月公開の「さくまひできのさっくまTV」も配信、現在休止中。（2009年 - ）

## 映画
- 2004年公開の大林宣彦監督映画『理由』に、ストリートミュージシャン役で出演。
- 2006年交通安全教育映画『いま守りたいもの』に出演。自身の歌『いま守りたいもの』が映画となった作品。
- 2019年2月公開の映画『翔んで埼玉』に、『人生たまたま・・・さいたまで』が挿入歌として使用される。
- 2023年11月公開の映画『翔んで埼玉～琵琶湖より愛を込めて～』でも、『人生たまたま・・・さいたまで』が挿入歌として使用される。

## 絵本
- 2020年4月、シングル『さよなら ゆうれい君』を題材にした絵本『さよなら ゆうれい君』で、絵本作家デビューを果たす。

## 雑誌
- ソニーマガジンズ「WHAT's IN」掲載（09.4月号）
- 全国音楽誌「月刊Player」（11.3月号） - 5ページに渡り掲載。ギターの数々やCP等、紹介される。

## 主な活動場所
地元である埼玉を中心に、東京、大阪、愛知、長野等、各種イベントにゲスト出演をこなす。
- クレアこうのす（埼玉県鴻巣市） - 定期コンサートにて使用。
- 須坂フォーエバーヤング（長野県須坂市） - 須坂メセナホールで毎年開催される音楽評論家・富澤一誠プロデュースのコンサートに出演。
- 渋谷マウントレーニアホール　プレジャープレジャー（東京都渋谷区）-定期コンサートにて使用。
- 東京ドームホテル　アーティストカフェ（東京都文京区） - ディナータイムに演奏。
- さいたま市民会館おおみや（埼玉県さいたま市） - 弾き語りコンサートを開催。
- 世界キャラクターさみっとin羽生（埼玉県羽生市） - 毎年出演。テーマソング「HELLO!!Hanyu☆Hanyu」を作曲、歌っている。
- 花久の里（埼玉県鴻巣市） -弾き語り生ライブを開催。
- イオンモール,イトーヨーカ堂,Ario,ららぽーと　他ショッピングセンター　- 埼玉、関東を中心に、北海道から沖縄まで全国各地にてイベント開催。
- 栄ミナミ音楽祭（愛知県名古屋市） - 2010年より連続出演。
- 鴻巣びっくりひな祭り（埼玉県鴻巣市）-毎年出演。テーマソング「日本一!!こうのすびっくりひな祭り」を歌っている。
- 埼玉古墳火祭り（埼玉県行田市） - 毎年出演。
- 日本スリーデーマーチ（埼玉県東松山市） - 毎年11月初旬。応援ソング「Walk My Life」を歌っている。
- 羽生市 オルトン（埼玉県羽生市） - レストラン店内ステージ。

## ディスコグラフィー

### シングル（メジャー）
| 発売日        | タイトル                 | 規格品番  | アーティスト名 |
| ------------- | ------------------------ | --------- | -------------- |
| 2004年4月21日 | さよならも言えなくて     | FLCF-7082 | 「ストロー」   |
| 2006年1月25日 | ただ見つめてただけの初恋 | FLCF-7104 | さくまひでき   |
| 2007年3月28日 | いま守りたいもの         | FLCF-7130 | さくまひでき   |
| 2011年6月8日  | どこで暮らしていても     | CRCP-583  | さくまひでき   |
| 2013年9月16日 | 木蘭の涙                 | HSD-021   | さくまひでき   |

### シングル（インディーズ）
※細字タイトルはイメージソング等
| 発売日         | タイトル                                     | アーティスト名                     | 備考                 |
| -------------- | -------------------------------------------- | ---------------------------------- | -------------------- |
| 1997年3月10日  | 愛を感じたい                                 | さくまひでき                       | 完売                 |
| 1998年8月15日  | MAP〜真っ白な地図〜                          | 「さくまひできwith STEADY」        |                      |
| 1999年5月23日  | Tears in the smile                           | 「ストロー」                       | 完売                 |
| 2000年4月2日   | 遠い記憶                                     | 「ストロー」                       |                      |
| 2001年7月4日   | Dreamer                                      | 「ストロー」                       | 完売                 |
| 2002年5月1日   | さよならも言えなくて（インディーズ盤）       | 「ストロー」                       |                      |
| 2003年7月12日  | Change My Heart                              | 「ストロー」                       | 完売                 |
| 2004年7月28日  | 声がキキタイ                                 | さくまひでき（ストロー活動休止中） | 完売                 |
| 2004年8月28日  | Forever                                      | さくまひでき（ストロー活動休止中） | 完売                 |
| 2005年7月31日  | 青い地球（ほし）                             | さくまひでき                       |                      |
| 2006年9月23日  | いま守りたいもの（インディーズ盤）           | さくまひでき                       |                      |
| 2007年2月3日   | Happy Birthday ブルース                      | さくまひでき                       |                      |
| 2008年2月17日  | 日本一！こうのすびっくりひな祭り             | さくまひでき                       |                      |
| 2008年2月29日  | にくまきSONGS                                | さくまひでき                       | ダウンロード販売のみ |
| 2009年4月3日   | 隣の芝生は青く見えなかった                   | さくまひでき                       |                      |
| 2009年5月20日  | 木村家のうた                                 | さくまひでき                       | ダウンロード販売のみ |
| 2009年9月19日  | いのち輝け                                   | さくまひでき                       |                      |
| 2009年11月2日  | Walk My Life                                 | さくまひでき                       |                      |
| 2011年4月9日   | 命〜2011からのメッセージ〜                   | さくまひでき                       |                      |
| 2011年1月28日  | チョット違うぞ！このスーパー                 | さくまひでき                       |                      |
| 2012年5月12日  | むさしの村へ出かけよう                       | さくまひでき                       |                      |
| 2012年9月16日  | パイプル君ロック                             | さくまひでき                       |                      |
| 2012年11月4日  | ジャガイモ君の物語                           | さくまひでき                       |                      |
| 2013年4月6日   | ニコニコ ヨッシー                            | さくまひでき                       |                      |
| 2013年5月3日   | エルもん                                     | さくまひでき                       |                      |
| 2013年5月4日   | フライ                                       | さくまひでき                       |                      |
| 2013年6月9日   | ベストパートナー                             | さくまひでき                       |                      |
| 2014年11月22日 | HELLO!! Hanyu☆Hanyu                          | 石田洋介＆さくまひでき             |                      |
| 2015年1月9日   | 君に                                         | さくまひでき                       |                      |
| 2015年3月8日   | 越生梅林の風                                 | さくまひでき                       |                      |
| 2015年3月14日  | 方位磁石                                     | てつろう＆さくまひでき             |                      |
| 2015年9月21日  | 人生たまたま・・・さいたまで                 | さくまひでき と ゆうかりしずる     |                      |
| 2016年5月14日  | 愛のメッセージ                               | さくまひでき                       |                      |
| 2017年3月12日  | いばらキラキラ・・・茨城                     | さくまひでき と ゆうかりしずる     |                      |
| 2018年4月3日   | 友情と愛情                                   | さくまひでき                       |                      |
| 2018年5月5日   | I Love You 愛してる                          | さくまひでき                       |                      |
| 2018年7月16日  | 群ままごころ・・・ばつぐん馬                 | さくまひでき と ゆうかりしずる     |                      |
| 2018年9月23日  | 奥大和の大地                                 | さくまひでき                       |                      |
| 2019年5月18日  | 高麗の空                                     | さくまひでき                       |                      |
| 2019年8月15日  | ほんき すてき 栃木                           | さくまひでき と ゆうかりしずる     |                      |
| 2020年1月10日  | さよなら ゆうれい君                          | さくまひでき                       |                      |
| 2021年5月31日  | Smile Smile                                  | 石田洋介＆さくまひでき             |                      |
| 2021年8月28日  | 花と緑のまちKONOSU                           | さくまひでき                       |                      |
| 2022年3月30日  | エスカレーター乗ったらNON!NON!WALK           | エスカネーチャンズ                 |                      |
| 2022年6月19日  | SU ZA KA～いのちが元気な街～                 | さくまひでき                       |                      |
| 2023年3月26日  | コウノトリ 希望の翼～wings of hope～         | さくまひでき                       |                      |
| 2024年11月5日  | さいたまイチゴ推しっす！優勝～ストロベリー！ | なっく・ストロベリ～FIVE           |                      |
|                |                                              |                                    |                      |

### アルバム（インディーズ）
| 発売日         | タイトル                           | アーティスト名             |
| -------------- | ---------------------------------- | -------------------------- |
| 1999年2月14日  | 1st DISH                           | 「Hot Spring Discography」 |
| 1999年10月23日 | a fine autmun day                  | 「ストロー」               |
| 2000年4月2日   | LOVE×4=STRAW                       | 「ストロー」               |
| 2001年7月4日   | Sky Line                           | 「ストロー」               |
| 2002年5月1日   | 天使がいた場所へ                   | 「ストロー」               |
| 2002年11月16日 | 秋ってなに色                       | 「ストロー」               |
| 2007年10月8日  | ゴール                             | さくまひでき               |
| 2009年9月23日  | さくまひできオルゴールセレクション | さくまひでき               |
| 2010年7月9日   | LIVE2010                           | さくまひでき               |
| 2010年10月8日  | オレンジ                           | さくまひでき               |
| 2012年4月30日  | LIVE2011                           | さくまひでき               |
| 2014年2月16日  | LIVE2013                           | さくまひでき               |
| 2015年11月8日  | LIVE2015                           | さくまひでき               |
| 2016年5月3日   | ますかっと                         | さくまひでき               |
| 2018年4月30日  | BEST collection                    | さくまひでき               |
| 2020年1月10日  | トンカチ                           | さくまひでき               |
| 2021年8月28日  | 笑って生きよう                     | さくまひでき               |